# 初期仏教
初期仏教（しょきぶっきょう、英: Early Buddhism）とは、根本分裂による部派仏教成立以前、釈迦が生きていた時代を含む初期の形態をいう。
原始仏教、根本仏教とも呼ばれるが、「原始」「根本」という言葉にはさまざまな価値的な判断の意味が含まれるため、ここでは中立的な時間的に先であることを示す「初期仏教」という用語も使用される。しかし、必ずしも時代区分ではなくオリジナルという意味で「原始仏教」という用語を用いる学者も多い。Stanislaw SchayerとJ. W. de Jongは初期仏教を原始、根本と見る見方に福音主義の影響を見ている。

## 前史
紀元前13世紀以前には、インド・ヨーロッパ諸語のひとつである古インド・アーリア語（サンスクリット語）の話者であるリグ・ヴェーダの伝承を有する人々がインド亜大陸に入り、ドラヴィダ人との同化が始まるブラーフマナ時代（紀元前900年 - 紀元前500年）には、現在のアフガニスタンのバルフから多神教のヴェーダの宗教（ザラスシュトラの興した一神教・ゾロアスター教の原型でもある）を奉ずる民族が十王戦争においてインドに侵攻し、ガンジス川流域への移住した人々によって先住民族であるドラヴィダ人を支配する封建社会体制が形作られ、司祭階級バラモン（ブラフミン）を頂点とするカースト制を持つバラモン教がインドで形作られていった。紀元前5世紀になると、4大ヴェーダが完成し、バラモン教が宗教として完成した。
しかし、ヴェーダの宗教的権威に従わない人々、サマナ（沙門）も同時期に登場し、ジャイナ教・アージーヴィカ教・仏教といった宗教を開いた。

## 歴史

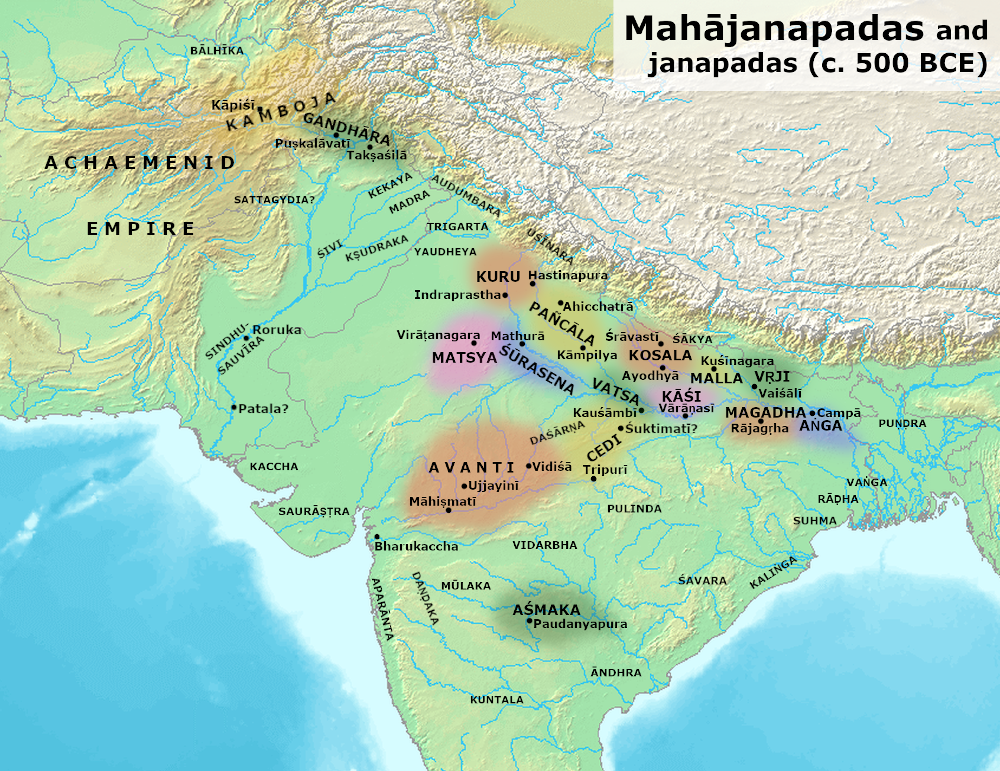
紀元前500年の十六大国の領域。釈迦はマガダ国（Magadha）王子であった。

### 釈迦に始まる初期仏教
仏教は、約2500年前（紀元前6世紀頃）に釈迦がインド北部ガンジス川中流域のブッダガヤで悟りを開き、サールナートで初転法輪（初説法）を行ったことに起源が求められている。発生当初の仏教の性格は、同時代の孔子などの諸子百家、ソクラテスなどのギリシャ哲学者らが示すのと同じく、従来の盲信的な原始的宗教から脱しようとしたものと見られ、『マハー・ワッガ』をはじめとする初期仏典では、このとき五比丘（5人の修行仲間）に説かれた教えが、中道・八正道・四諦・三転十二行相であったとされている。
釈迦と五比丘、すなわちコンダンニャ、ワッパ、バッディヤ、マハーナーマン、アッサジの6人が阿羅漢となり創設された初期仏教教団は、シュラーヴァスティーのジェータヴァーナー寺院を教団本部とし、インド各地で布教活動を行った。これら釈迦の生涯において重要な各地を八大聖地と呼ぶ。

## 年表
| 仏教宗派の伝来に関するタイムライン (紀元前450年 – 1300年)                         |                             |             |                |                                                                                      |                                                                                      |                |                          |          |          |       |        |
|                                                                                   |                             |             |                |                                                                                      |                                                                                      |                |                          |          |          |       |        |
|                                                                                   | 紀元前450年                 | 紀元前450年 | 紀元前250年    | 100年                                                                                | 100年                                                                                | 500年          | 500年                    | 700年    | 800年    | 800年 | 1200年 |
|                                                                                   |                             |             |                |                                                                                      |                                                                                      |                |                          |          |          |       |        |
| インド                                                                            | 初期 仏教                   |             |                |                                                                                      |                                                                                      |                |                          |          |          |       |        |
| インド                                                                            | 初期 仏教                   | 部派仏教    | 部派仏教       | 部派仏教                                                                             | 部派仏教                                                                             | 大乗仏教       | 大乗仏教                 | 密教     | 密教     | 密教  |        |
| インド                                                                            | 初期 仏教                   | 部派仏教    | 部派仏教       | 部派仏教                                                                             | 部派仏教                                                                             |                |                          |          |          |       |        |
| インド                                                                            | 初期 仏教                   |             |                |                                                                                      |                                                                                      |                |                          |          |          |       |        |
| インド                                                                            | 初期 仏教                   |             |                |                                                                                      |                                                                                      |                |                          |          |          |       |        |
|                                                                                   |                             |             |                |                                                                                      |                                                                                      |                |                          |          |          |       |        |
| スリランカ · 東南アジア                                                           |                             |             | 上座部仏教     | 上座部仏教                                                                           |                                                                                      |                |                          |          |          |       |        |
| スリランカ · 東南アジア                                                           |                             |             |                |                                                                                      |                                                                                      |                |                          |          |          |       |        |
| スリランカ · 東南アジア                                                           |                             |             | 上座部仏教     | 上座部仏教                                                                           | アリ―派                                                                              |                |                          |          |          |       |        |
|                                                                                   |                             |             |                |                                                                                      |                                                                                      |                |                          |          |          |       |        |
| チベット                                                                          |                             |             |                |                                                                                      |                                                                                      |                |                          | ニンマ派 | ニンマ派 |       |        |
| チベット                                                                          |                             |             |                |                                                                                      |                                                                                      |                |                          | ニンマ派 | ニンマ派 |       |        |
| チベット                                                                          | カダム派                    |             |                |                                                                                      |                                                                                      |                |                          | ニンマ派 | ニンマ派 |       |        |
| チベット                                                                          | カギュ派                    |             |                |                                                                                      |                                                                                      |                |                          | ニンマ派 | ニンマ派 |       |        |
| チベット                                                                          | タクポ・カギュ派            |             |                |                                                                                      |                                                                                      |                |                          | ニンマ派 | ニンマ派 |       |        |
| チベット                                                                          | サキャ派                    |             |                |                                                                                      |                                                                                      |                |                          | ニンマ派 | ニンマ派 |       |        |
| チベット                                                                          | チョナン派                  |             |                |                                                                                      |                                                                                      |                |                          | ニンマ派 | ニンマ派 |       |        |
|                                                                                   |                             |             |                |                                                                                      |                                                                                      |                |                          |          |          |       |        |
| 中央アジア                                                                        |                             |             | ヘレニズム仏教 | ヘレニズム仏教                                                                       | ヘレニズム仏教                                                                       | ヘレニズム仏教 |                          |          |          |       |        |
| 中央アジア                                                                        |                             |             |                |                                                                                      |                                                                                      |                |                          |          |          |       |        |
| 中央アジア                                                                        | シルクロード仏教            |             |                |                                                                                      |                                                                                      |                |                          |          |          |       |        |
|                                                                                   |                             |             |                |                                                                                      |                                                                                      |                |                          |          |          |       |        |
|                                                                                   |                             |             |                |                                                                                      |                                                                                      |                |                          |          |          |       |        |
| 東アジア                                                                          |                             |             |                | 部派仏教 と 大乗仏教 (シルクロードを通じ 中国へ、またインドからの 海路 でベトナムへ) | 部派仏教 と 大乗仏教 (シルクロードを通じ 中国へ、またインドからの 海路 でベトナムへ) |                | 唐密                     | 唐密     | 唐密     | 唐密  | 唐密   |
| 東アジア                                                                          |                             | 南都六宗    | 南都六宗       | 部派仏教 と 大乗仏教 (シルクロードを通じ 中国へ、またインドからの 海路 でベトナムへ) | 部派仏教 と 大乗仏教 (シルクロードを通じ 中国へ、またインドからの 海路 でベトナムへ) | 真言宗         | 真言宗                   | 真言宗   |          |       |        |
| 東アジア                                                                          | 中国の禅宗                  |             |                | 部派仏教 と 大乗仏教 (シルクロードを通じ 中国へ、またインドからの 海路 でベトナムへ) | 部派仏教 と 大乗仏教 (シルクロードを通じ 中国へ、またインドからの 海路 でベトナムへ) |                |                          |          |          |       |        |
| 東アジア                                                                          | ベトナムの禅宗、 朝鮮の禅宗 |             |                | 部派仏教 と 大乗仏教 (シルクロードを通じ 中国へ、またインドからの 海路 でベトナムへ) | 部派仏教 と 大乗仏教 (シルクロードを通じ 中国へ、またインドからの 海路 でベトナムへ) |                |                          |          |          |       |        |
| 東アジア                                                                          |                             | 日本の禅    |                | 部派仏教 と 大乗仏教 (シルクロードを通じ 中国へ、またインドからの 海路 でベトナムへ) | 部派仏教 と 大乗仏教 (シルクロードを通じ 中国へ、またインドからの 海路 でベトナムへ) |                |                          |          |          |       |        |
| 東アジア                                                                          | 天台宗/浄土教               |             |                | 部派仏教 と 大乗仏教 (シルクロードを通じ 中国へ、またインドからの 海路 でベトナムへ) | 部派仏教 と 大乗仏教 (シルクロードを通じ 中国へ、またインドからの 海路 でベトナムへ) |                |                          |          |          |       |        |
| 東アジア                                                                          | 天台宗                      |             |                | 部派仏教 と 大乗仏教 (シルクロードを通じ 中国へ、またインドからの 海路 でベトナムへ) | 部派仏教 と 大乗仏教 (シルクロードを通じ 中国へ、またインドからの 海路 でベトナムへ) |                |                          |          |          |       |        |
| 東アジア                                                                          | 日蓮宗                      |             |                | 部派仏教 と 大乗仏教 (シルクロードを通じ 中国へ、またインドからの 海路 でベトナムへ) | 部派仏教 と 大乗仏教 (シルクロードを通じ 中国へ、またインドからの 海路 でベトナムへ) |                |                          |          |          |       |        |
| 東アジア                                                                          | 浄土宗/浄土真宗             |             |                | 部派仏教 と 大乗仏教 (シルクロードを通じ 中国へ、またインドからの 海路 でベトナムへ) | 部派仏教 と 大乗仏教 (シルクロードを通じ 中国へ、またインドからの 海路 でベトナムへ) |                |                          |          |          |       |        |
|                                                                                   |                             |             |                |                                                                                      |                                                                                      |                |                          |          |          |       |        |
| \| \| 説明: \| \| = 上座部仏教 \| \| = 大乗仏教 \| \| = 密教を兼学する大乗仏教 \| |                             |             |                |                                                                                      |                                                                                      |                |                          |          |          |       |        |
|                                                                                   | 説明:                       |             | = 上座部仏教   |                                                                                      | = 大乗仏教                                                                           |                | = 密教を兼学する大乗仏教 |          |          |       |        |